# Afrocerura bifasciata
Afrocerura bifasciata är en fjärilsart som beskrevs av Antonius Johannes Theodorus Janse 1920. Afrocerura bifasciata ingår i släktet Afrocerura och familjen tandspinnare. Inga underarter finns listade i Catalogue of Life.